# Dennis Jürgensen
 Der er for få eller ingen kildehenvisninger i denne artikel, hvilket er et problem. Du kan hjælpe ved at angive troværdige kilder til de påstande, som fremføres i artiklen.

Dennis Jürgensen (født 3. februar 1961) er børne- og ungdomsbogsforfatter. 
I 1981 kontaktede han Forlaget Tellerup, der viste interesse, og samme år udkom debutbogen, Kærlighed ved første hik. Bogen blev en stor succes og er siden udkommet i mere end 20 oplag og har solgt over 600.000 eksemplarer.
Dennis Jürgensen har gennem mere end 30 år udgivet bøger på Forlaget Tellerup og listen tæller mere end 50 udgivelser. Udover at skrive bøger har Dennis lavet manuskripter til fire spillefilm, Sidste time (1995), Mørkeleg (1996), Kærlighed ved første hik (1999) og Bag det stille ydre (2005). Han har også skrevet flere noveller i diverse genrer og artikler om film.
Han har i siden 1990'erne været blandt de forfattere, som fik udbetalt flest bibliotekspenge for udlån af bøger.

## Priser
- 2001: Børnebibliotekarernes Kulturpris
- 2005: Orla-prisen for Bedste børnebog Sagen om det blodige vampyrtrick
- 2007: Orla-prisen for Bedste ungdomsbog Den gyldne by

## Bøger af Dennis Jürgensen

### Enkeltstående udgivelser
- Kærlighed ved første hik (1981)
- Er du blød, mand? (1982)
- Djævelens hule (1983) (1996)
- Jord i hovedet (1984)
- Grønne øjne (1985) (1995) (2002)
- Flyskræk (1986)
- Gargoylens gåde (1986)
- Stormesteren (1987)
- Midnatstimen (1989)
- Dystopia (1990) (2008)
- Jeg, en nørd (1990)
- Snevampyren (1991)
- Sorte Ragn rider igen (1991)
- Kadavermarch (1991) (2001) (2010)
- Mirakler udføres (1992)
- Benny og Brian med ketchup og sennep (1993)
- Relief (1993)
- Måske (1994)
- Ikke en fjer bedre (1995)
- Sidste time (1995)
- Mørkeleg (1996)
- Benny og Brian møder den sorte julemand (1996)
- Et grimm’t eventyr (1997)
- Hår(d) (1999) (2010)
- Maskiner sanser ikke hud (2000)
- De kom fra blodsumpen 2 (med Patrick Leis) (2001)
- Kadaverjagt (2006) (2010)
- Dødens mange facetter (2009)
- Tunnelmanden (2010)
- Kælderkrigerne (2010)

### Serier
Freddy-serien
Serien handler om 11-årige Freddy og hans venskab med en gruppe monstre, som til daglig optræder som voksfigurer i rædselskabinettet på det lokale museum.
1. Balladen om den forsvundne mumie (1982)
2. Brædder til Draculas kiste (1983)
3. Bøvsedragens hemmelighed (1984)
4. Blodspor i Transsylvanien (1986)
5. Bøvl med bandagerne (1988)

Freddy og hans familie optræder også i andre af Jürgensens udgivelser. Freddy er hovedpersonen i Snevampyren mens Moster Molly nævnes i Mørkeleg.
På baggrund af serien er der udviklet forskelligt relaterende materiale:
- Slim kasketten
- Slim nr. 7
- Slim nr. 9

Slim-bladene er en blanding af tegneserier og artikler. De indeholder begge en novelle af Jürgensen.
Krøniker fra Kvæhl
Seriens omdrejningspunkt er menneskebørnene Arnold og Catharina og deres kamp for at overleve deres møde med vampyrdæmonen Knusum Kranikum. Hans største ønske er at blive udødelig og dette kræver de to børns knuste kranier. Børnene må nu på forunderligvis rejse til Kvæhl, vampyrdæmonens rige, for at finde forbundsfæller, skaffe sig af med Knusum Kranikum og derved redde deres eget liv.
1. Knusum Kranikum (1988)
2. Vampyrtroldene (1988)
3. Æzurvin slår til (1988)
4. Heksens ansigt (1990)
5. Lusingandos fælde (1990)

Serien blev i 2010 genudgivet med flotte illustrationer af Bent Holm. Udover flotte nye forsider er teksterne blevet reviderede og byder på mere tidssvarende sprog og mere tekst.
Black Horror
Black Horror er en løst sammensat serie uden direkte sammenhæng. Det overordnede er tilstedeværelsen af noget mørkt og skræmmende, som forfølger, truer og dræber bøgernes hoved- og bipersoner. Der er noget uforklarligt derude og de fire bøger i serien er et godt bud på, hvad der venter i skyggerne.
- Tingen i cellen (1992)
- Monstret i kælderen (1993)
- Uhyret i brønden (1998)
- Dæmonen i hælene (2007)

Benny og Brian
Teenagerne Benny og Brian lever en navlepillende tilværelse i forstaden "Hæmningsløse", hvor det meste af deres tid går med at hænge ud på den lokale kineser-grill. Her mundhugges de hjemmevant med stedets ejer, spiller gamle arkadespil, og debatterer emner som musik, damer og junkfood. Dagligdagens trivialiteter på Kajs Grill afbrydes med jævne mellemrum af utrolige eventyr og rejser i tid, sted og rum.
- Benny og Brian med ketchup og Sennep (1993)
- Benny og Brian møder Den Sorte Julemand (1996)
- Karaktererne optræder desuden kort (i skikkelse af Søren Hytholm Jensen (Benny) og René Benjamin Hansen (Brian)[3]) i Martin Schmidt og Dennis Jürgensens ungdomsgyser Sidste time fra 1995.

Cthulhu-mytologi
De to bøger i serien følger privatdetektiven Harry Norton og hans unge assistent, rigmandsdatteren Tippi Tulip og deres skræmmende oplevelser med fanatiske kultister og overnaturlige væsner.
1. De hængte mænds hus (1997)
2. Gylperen (1999)

Drømmetjenerne
I Drømmetjenerne stifter læseren bekendtskab med dimensionsdetektiver, drager, underfundige nye væsner og lumske pirater. Der er opstået huller mellem Jorden og de omkringliggende dimensioner. En invasionshær er på vej mod jorden og Miranda, Alex og den forkælede Gabrielle må nu sammen med deres særprægede drømmetjenere finde ud af hvordan de får stoppet hæren og ikke mindst bekæmpe jalousi og magtbegæret i deres egne rækker.
1. Evighedens port (2002)
2. Mandators kappe (2004)
3. Ondskabens dimension (2004)
4. Den Gyldne By (2006)

Spøgelseslinien
Spøgelseslinien består af fire børn, Absalon, Kasper, Tanja og Patricia. Gennem serien forsøger de at opklare sager som efter sigende skulle være af paranormal oprindelse. Absalon er overbevist om, at der er en rationel forklaring på alle sagerne mens de andre tre er mere åbne for alternative forklaringer.
1. Sagen om de japanske dræbergardiner (2003)
2. Sagen om det blodige vampyrtrick (2004)
3. Sagen om ugledrengens afklippede klo (2007)
4. Sagen om det galoperende maleri (2008)
5. Sagen om den brændende klovn (2008)

En Roland Triel-krimi
Denne krimiserie i stil med svenske Maj Sjöwall og Per Wahlöös politiromaner følger efterforskningsleder Roland Triel fra Københavns Politigård, der i sin fritid efterforsker den tragiske dag, da hans kone blev myrdet, og deres datter blev forulempet og traumatiseret i deres hjem. Hver bog har sin egen selvstændige mordsag, som Triel og hans team fra 'Gården' opklarer, mens Triels stædige efterforskning af sin personlige tragedie fungerer som det gennemgående mysterium i serien. Til forskel fra størsteparten af Jürgensens tidligere serier henvender denne sig kun til voksne læsere.
1. Løbende Tjener (2014)
2. Dansende Røde Bjørne (2015)
3. Hviskende Lig (2016)
4. Marcherende Myrer (2017)
5. Eksploderende Skadedyr (2018)[4]
6. Faldende Masker (2019) Sidste bog i serien om Roland Triel.[5]

Lykke Teit & Rudi Lehmann-serien
En række planlagte kriminalromaner om efterforskerne Lykke Teit & Rudi Lehmann. Seriens udgivelse markerer desuden Jürgensens foreløbige afslutning på det mangeårige samarbejde med forlaget Tellerup, idet bøgerne udgives af JP/Politikens Forlag.
1. Mand uden ansigt (15. marts, 2021)

## Bøger om Dennis Jürgensen
- Drager, damer & dæmoner – en guide til Dennis Jürgensens univers, M. F. Clasen, Tellerup, 2002